# Laroque-de-Fa
Laroque-de-Fa – miejscowość i gmina we Francji, w regionie Oksytania, w departamencie Aude. Przez miejscowość przepływa rzeka Sou de Laroque. 
Według danych na rok 1990 gminę zamieszkiwały 154 osoby, a gęstość zaludnienia wynosiła 8 osób/km² (wśród 1545 gmin Langwedocji-Roussillon Laroque-de-Fa plasuje się na 751. miejscu pod względem liczby ludności, natomiast pod względem powierzchni na miejscu 401.).